# تومي فلمنج (مغني)
تومي فلمنج (بالإنجليزية: Tommy Fleming)‏ هو مغني أيرلندي، ولد في 15 مايو 1971 في Aclare ‏ في جمهورية أيرلندا.

## وصلات خارجية
- الموقع الرسمي
- تومي فلمنج على موقع ميوزك برينز (الإنجليزية)
- تومي فلمنج على موقع ديسكوغز (الإنجليزية)